# Comando da Área do Norte da RAAF
O Comando da Área do Norte foi um de vários comandos geográficos criados pela Real Força Aérea Australiana durante a Segunda Guerra Mundial. Foi criado em Maio de 1941 e cobria todo o norte da Austrália e do Território de Papua. Com quartel-general em Townsville, Queensland, o Comando da Área do Norte era responsável pela defesa aérea, reconhecimento aéreo e protecção das rotas marítimas dentro das suas fronteiras. Em Janeiro de 1942, após a eclosão da Guerra do Pacífico, foi dividido nos comandos Noroeste e Nordeste, de modo que fosse possível combater com maior eficácia as ameaças japonesas ao norte da Austrália e de Papua, respectivamente.

## História

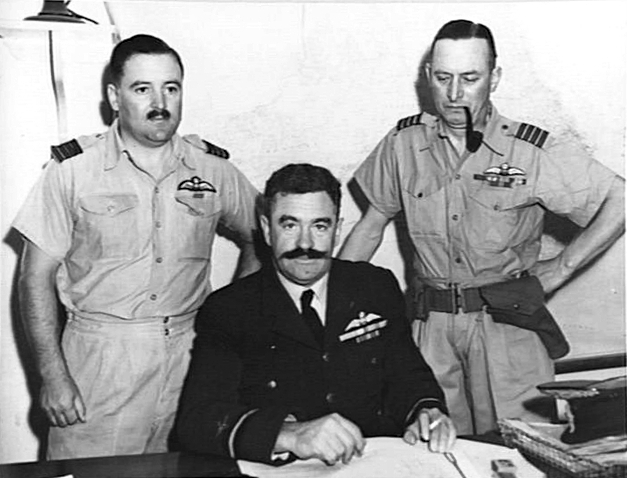
O comodoro Lukis (ao centro), que serviu como Air Officer Commanding (AOC) do Comando da Área do Norte ao longo da sua existência, juntamente com os capitães de grupo Bill Garing (à esquerda) e Harry Cobby em Townsville, Queensland

Antes da Segunda Guerra Mundial a Real Força Aérea Australiana era suficientemente pequena para que todos os seus elementos fossem controlados directamente pelo quartel-general da RAAF, em Melbourne. Após a guerra iniciar em Setembro de 1939, a força aérea começou a descentralizar a sua estrutura de comando, de acordo com os aumentos esperados em termos humanos, materiais e de unidades. Entre Março de 1940 e Maio de 1941 a RAAF dividiu o território da Austrália e a Nova Guiné em quatro zonas de comando-e-controlo definidas em função da localização geográfica: o Comando da Área Central, o Comando da Área do Sul, o Comando da Área Ocidental e o Comando da Área do Norte. As funções destes comandos eram a defesa aérea, a protecção de rotas marítimas adjacentes e reconhecimento aéreo. Cada uma era liderada por um Air Officer Commanding (AOC) responsável pela administração e operações de todas as bases e unidades aéreas dentro da sua área.
O Comando da Área do Norte, com quartel-general em Townsville, Queensland, foi formado no dia 8 de Maio de 1941 sob a liderança do comodoro Frank Lukis, e controlava unidades no norte de Nova Gales do Sul, Queensland, Território do Norte e Papua. Lukis foi, portanto, responsável pela defesa aérea ao longo de toda a costa norte da Austrália. A principal base aérea no Território do Norte, a Base aérea de Darwin, foi reforçada por oito aeródromos satélites na região. Entre Junho e Novembro de 1941 o Comando da Área do Norte assumiu a liderança na identificação de pescadores de pérolas japoneses, cuja crescente presença no noroeste da Austrália foi considerada "significativa" pelos serviços de inteligência. Em Agosto o Comando da Área Central foi dissolvido e as suas responsabilidades divididas entre o Comando da Área do Norte, o Comando da Área do Sul e o recém-formado Grupo N.º 2 em Sydney.

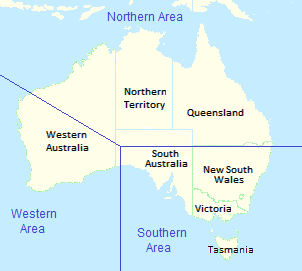
Comandos de Área da RAAF em Dezembro de 1941

Em Dezembro de 1941 o poderio militar da linha da frente de Lukis no Território do Norte era composto pelo Esquadrão N.º 2 com aviões Lockheed Hudson, o Esquadrão N.º 12 com aviões CAC Wirraway, e o Esquadrão N.º 13 também com aviões Hudson; todas as unidades estavam estacionadas na Base Aérea de Darwin. Quando a Guerra do Pacífico começou, os esquadrão n.º 2 e 13 destacaram forças para bases operacionais mais avançadas em Koepang, Laha e Namlea nas Índias Orientais Holandesas. Os esquadrões n.º 11 e 20, que operavam hidroaviões PBY Catalina, foram colocados em Port Moresby em Papua e o Esquadrão N.º 24, com aeronaves Hudson e Wirraway, em Rabaul, na Nova Bretanha. O Comando da Área do Norte foi instruído a "atacar as bases ou a navegação japonesas sempre que possível", "identificar e avisar sempre que possível qualquer tentativa de movimento para o sul pelos japoneses", "manter abertas as rotas de navegação através dos mares de Coral, Arafura e Timor", e "negar o acesso do inimigo a Rabaul e aos territórios da Nova Guiné, Papua e ao continente da Austrália". Os esquadrões n.º 2, 11, 13, 20 e 24 realizavam missões de reconhecimento, patrulha marítima e bombardeamento esporádico contra alvos japoneses nas Índias Orientais Holandesas e no Estreito de Torres. Com falta de caças modernos e número insuficiente de bombardeiros, as unidades da RAAF eram, de acordo com a história oficial da Austrália na guerra, "praticamente impotentes" para atacar ou defender contra as forças japonesas que se acumulavam na região.
No dia 15 de Janeiro de 1942 o Comando da Área do Norte foi dividido no Comando da Área Noroeste e no Comando da Área Nordeste, de modo a combater as distintas ameaças japonesas a Lambon e Darwin no primeiro caso, e Rabaul e Port Moresby no último. Lukis permaneceu em Townsville como AOC do novo Comando da Área Nordeste. O outro comando, o da área noroeste, ficou com o quartel-general em Darwin, no Território do Norte; o seu AOC inaugural foi o comodoro Douglas Wilson.

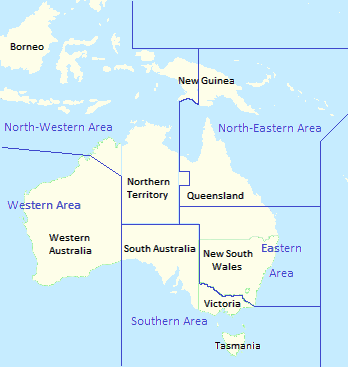
Comandos de Área da RAAF em Novembro de 1942

## Pós-guerra
Após o cessar das hostilidades, o chefe do estado-maior aéreo, o vice-marechal do ar George Jones, propôs reduzir os cinco comandos existentes do continente australiano (Noroeste, Nordeste, Oriental, Sul e Ocidental) para três. Um deles teria sido o Comando da Área do Norte, que iria cobrir Queensland e o Território do Norte. O governo australiano rejeitou o plano e os limites dos comandos da guerra permaneceram essencialmente em vigor até serem substituídos em 1953 – 54 por um sistema de comando-e-controlo funcional composto por três comandos: Home (operacional), Treino e Manutenção.